# ژان یازدهم

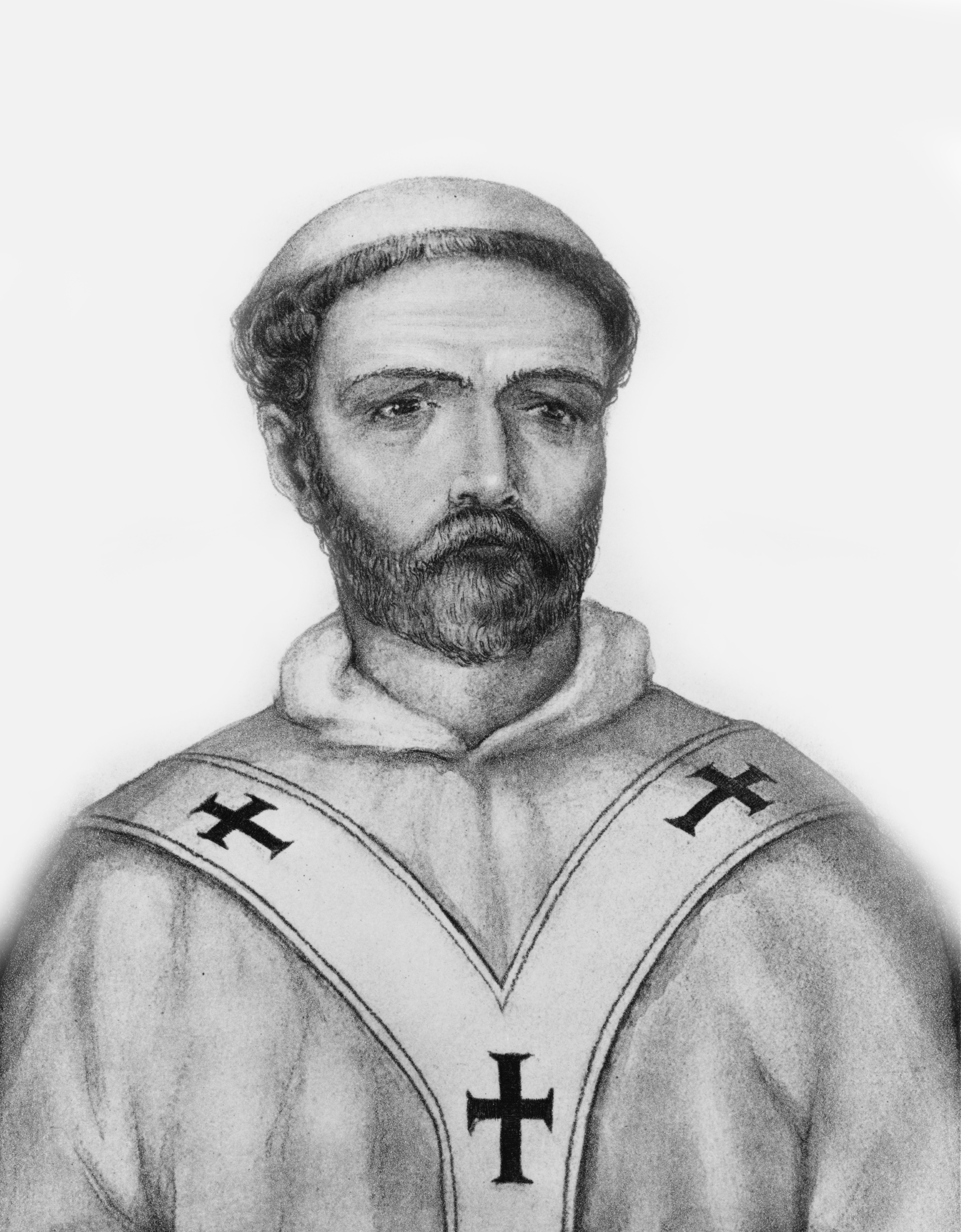

پاپ ژان یازدهم (به انگلیسی: John XI) یکی از پاپ‌های کلیسای کاتولیک رم بود که از ۹۳۱ تا ۹۳۵ میلادی پاپ بود.